# Rai
|  | Per a altres significats, vegeu «Rai (desambiguació)». |

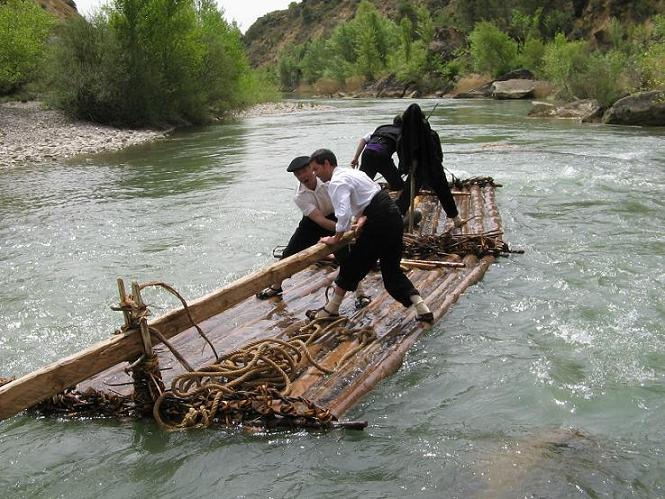
Rai pel riu Gállego

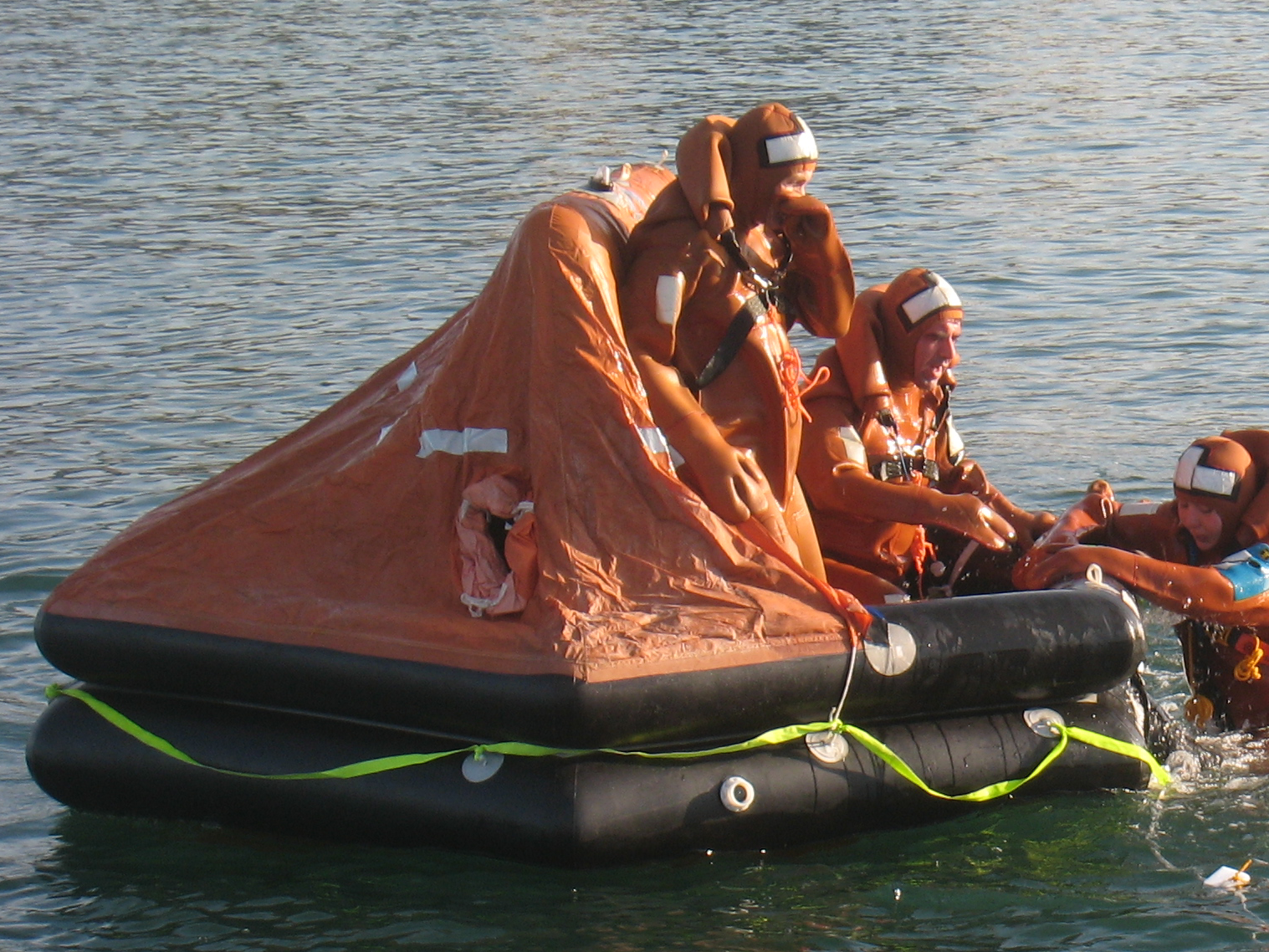
Embarcant en un rai de salvament inflable

Un rai (antigament raig), armadia o barca solera és un tipus d'embarcació feta de troncs de fusta, per transportar-los riu avall per les aigües navegables, des dels boscos d'explotació fustaire fins al punt de càrrega per al seu transport o fins on es trobessin les serradores.
A més del seu significat com a embarcació de riu feta de troncs d’arbre, cal recordar que un rai pot designar qualsevol artefacte de forma sensiblement plana per a navegar per rius o pel mar. La construcció pot ser deliberada i planificada o improvisada en cas de naufragi o emergències de tota mena. Altres materials possibles són les canyes de bambú, els joncs, el papir, la totora i similars. En els naufragis qualsevol element flotant pot emprar-se per a fer un rai. Hi ha rais de salvament prefabricats, de molts tipus i de materials diversos.

## Etimologia
El nom de rai, és una variant de "raig" (forma que s'usava antigament), ço és l'estructura de fustes lligades ensems, formant una plataforma o taulat flotant. Ve del llatí 'ratis' i no pas perquè davallés com un raig les aigües dels rius.

## Història
Els rais sorgeixen en els temps en què els accessos per terra als boscos fustaires d'alta muntanya eren molt complicats, amb el qual era molt més fàcil portar-los pel mateix riu fins a un lloc més propici per a la seva distribució.
Els rais són típics del Pirineus, per a conduir els troncs des de l'alta muntanya fins a les valls al sud dels Pirineus. Normalment, els troncs s'acumulaven a les vores del riu, esperant la primavera en què el curs és més gran i la conducció més fàcil, i llavors s'organitzaven grans transports. Avui en dia, es conserva la tradició dels rais a tall de festes de diferents pobles de la zona pirenaica com Burgi, Aínsa, el Pont de Claverol i Coll de Nargó, totes en els mesos de primavera o estiu. També hi ha museus com el Museo de la Almadía, al poble navarrès de Burgi, el Museo de la Navata a Aínsa (Osca) o el Museu dels Raiers al Pont de Claverol (Pallars Jussà).

## Materials i variants
Les funcions encomanades als rais al llarg del temps són les mateixes que les de qualsevol embarcació. Hi ha dos aspectes fonamentals a considerar: la flotabilitat (decisiva a l’hora de transportar càrrega) i la resistència estructural durant la vida útil (si un rai es trenca o desfà no pot prestar un servei correcte).

### Rais formats per elements longitudinals
En els rais tradicionals de troncs, de canyes de gran diàmetre o de feixos de canyes lligades, els element principals es disposen longitudinalment i proporcionen flotabilitat i resistència (conjuntament). En tots els casos hi ha elements transversals que completen l'estructura. El conjunt de l'embarcació va lligat amb cordes (o elements similars) que uneixen els elements esmentats entre sí.
La forma general és rectangular (a vegades quadrada) i d’alçària (puntal) reduïda. El calat amb el rai carregat és relativament petit però la línia de flotació frega la “coberta”.

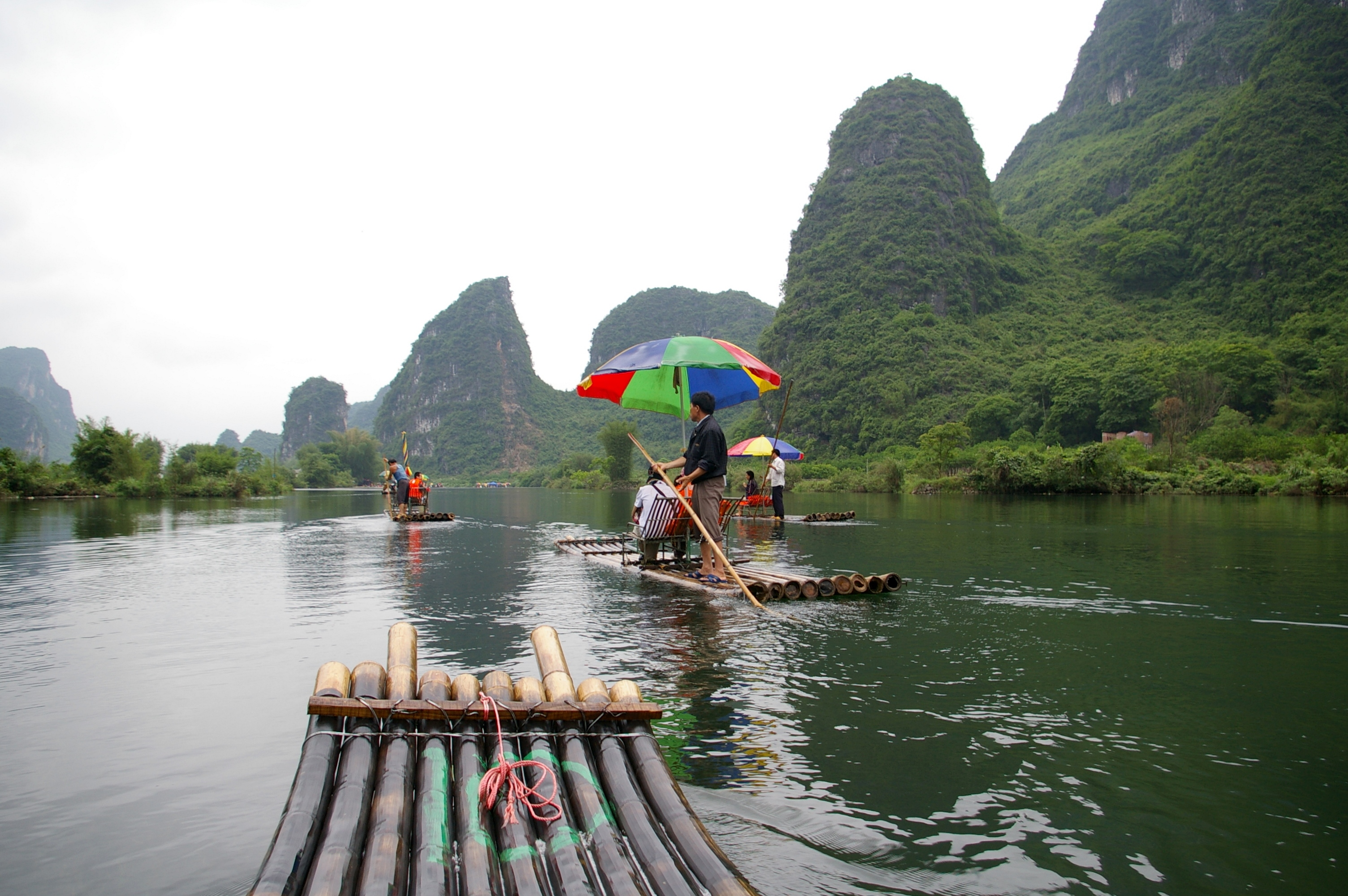
Rais de bambú de construcció moderna
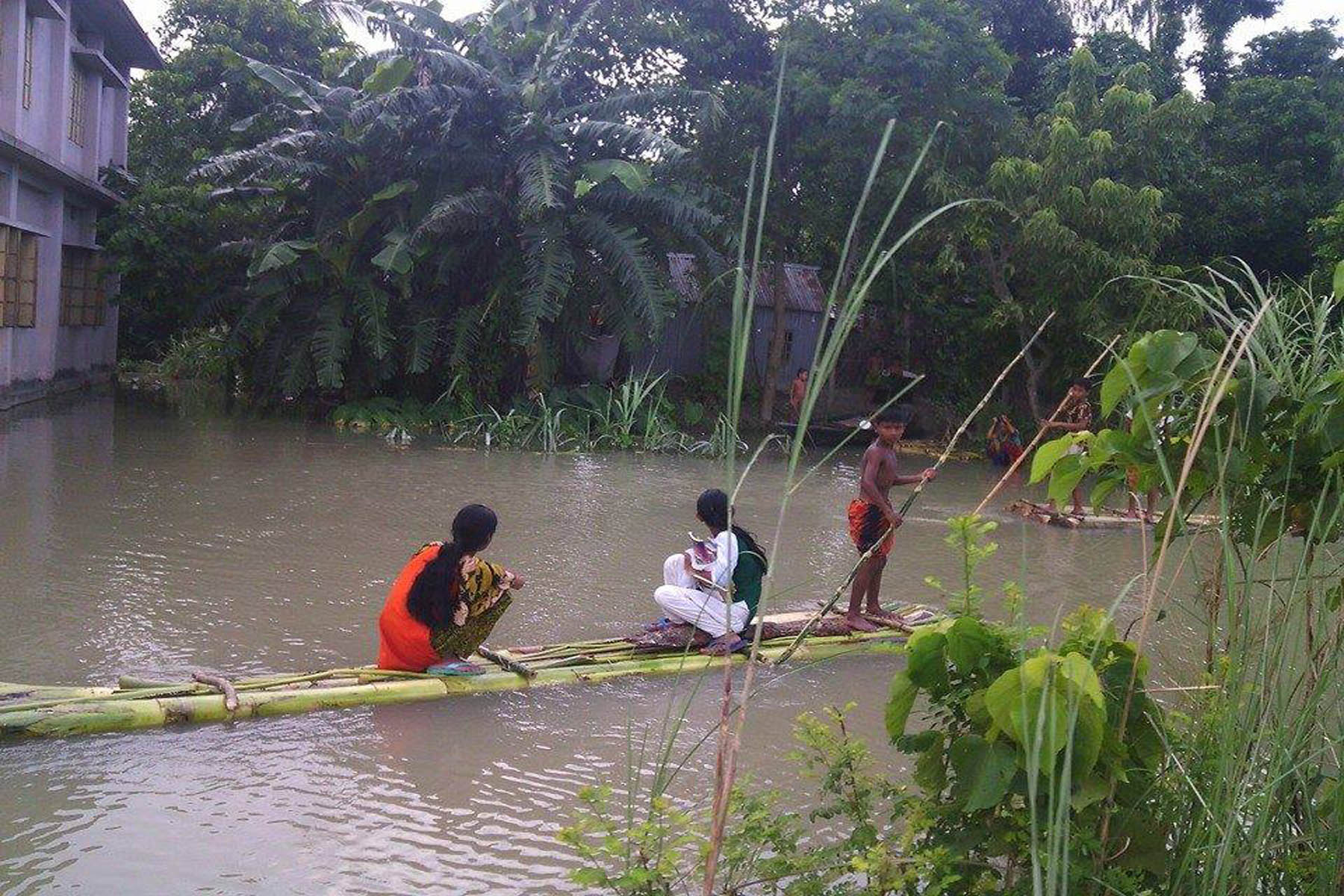
Rais de bambú a Bangladesh
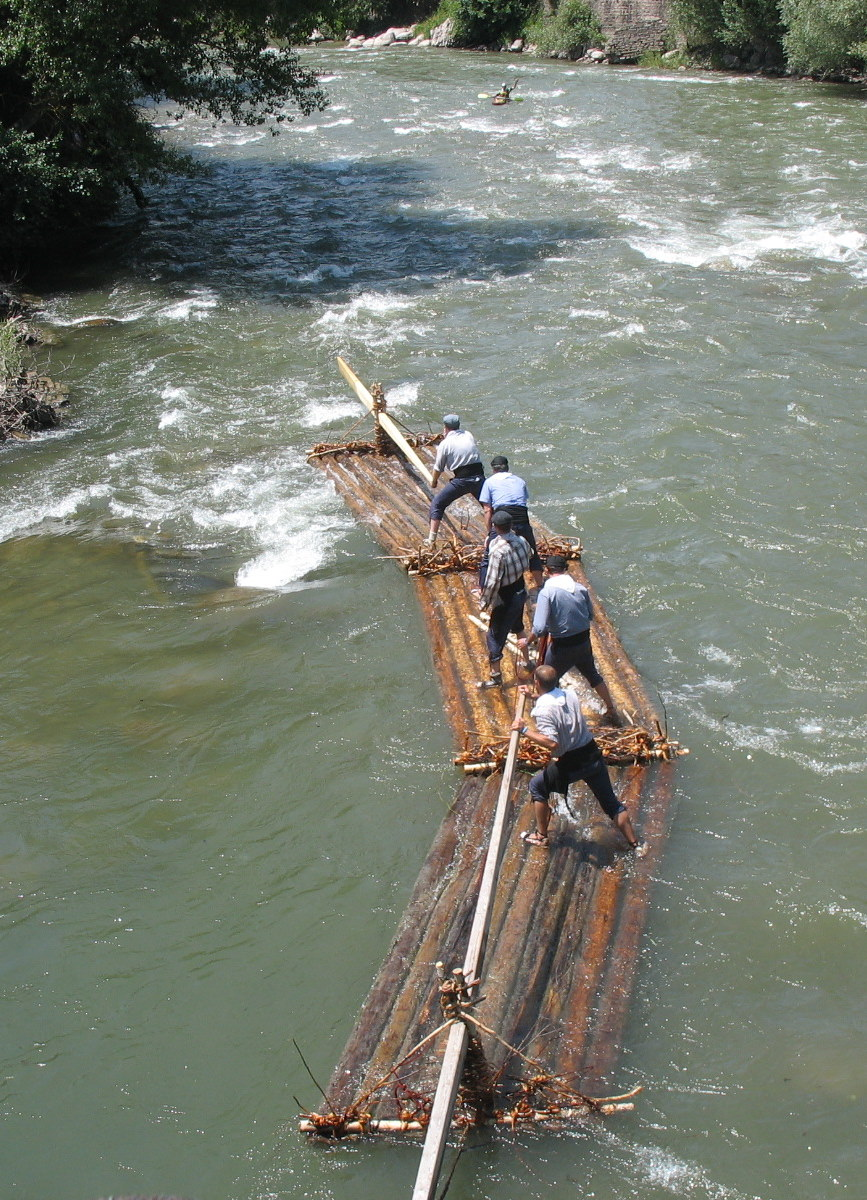
Rai a la Pobla de Segur

### Rais amb elements de flotació independents
Documentats des dels segles més antics hi ha rais amb flotadors de pells (inflades o farcides de palla) lligats a una estructura general. El conjunt del rai està format per elements flotadors i una estructura resistent als esforços. Tots els elements han d’anar ben lligats però fan la seva funció de forma independent.

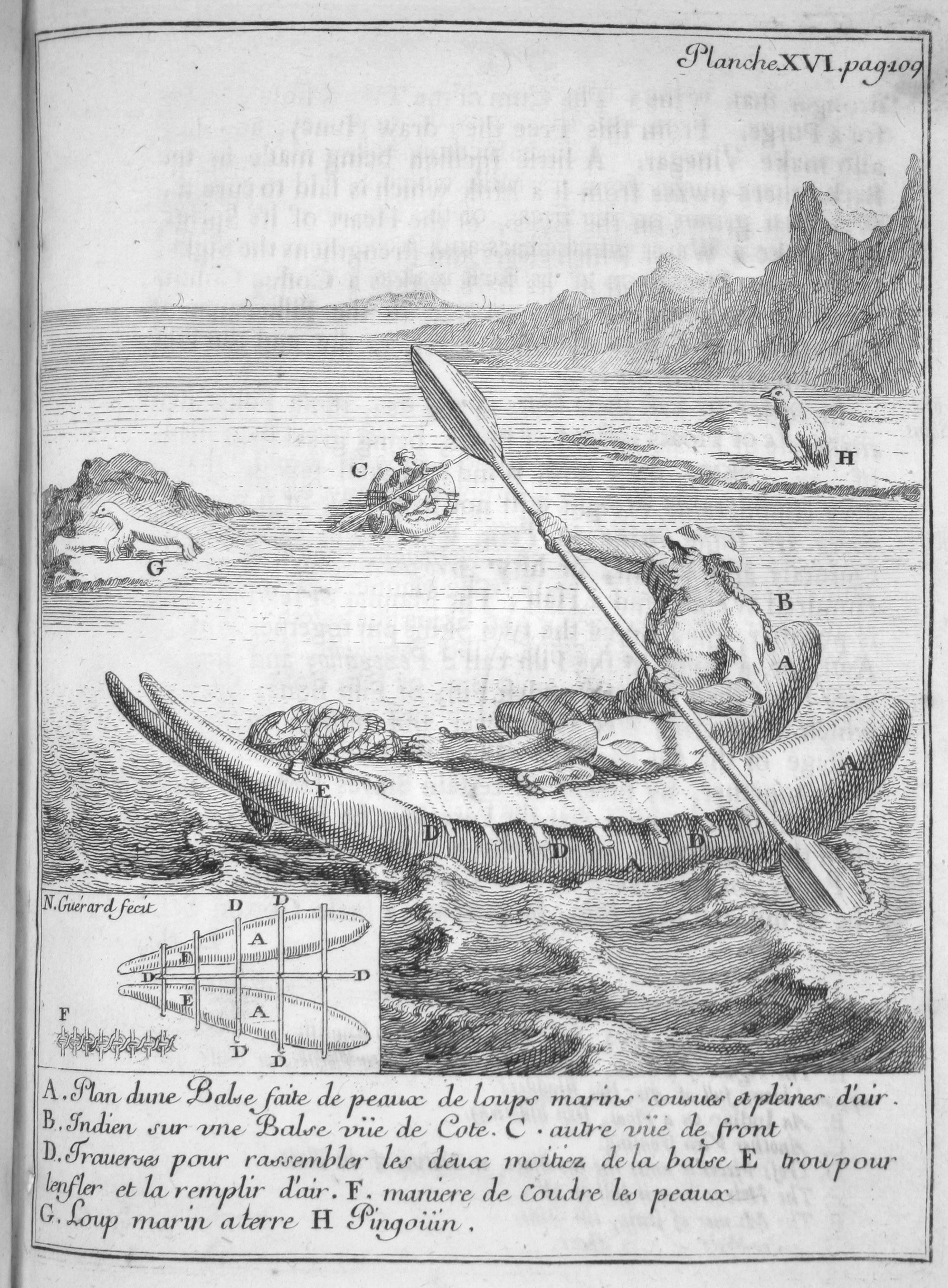
Rai fet de dos odres de lleó marí
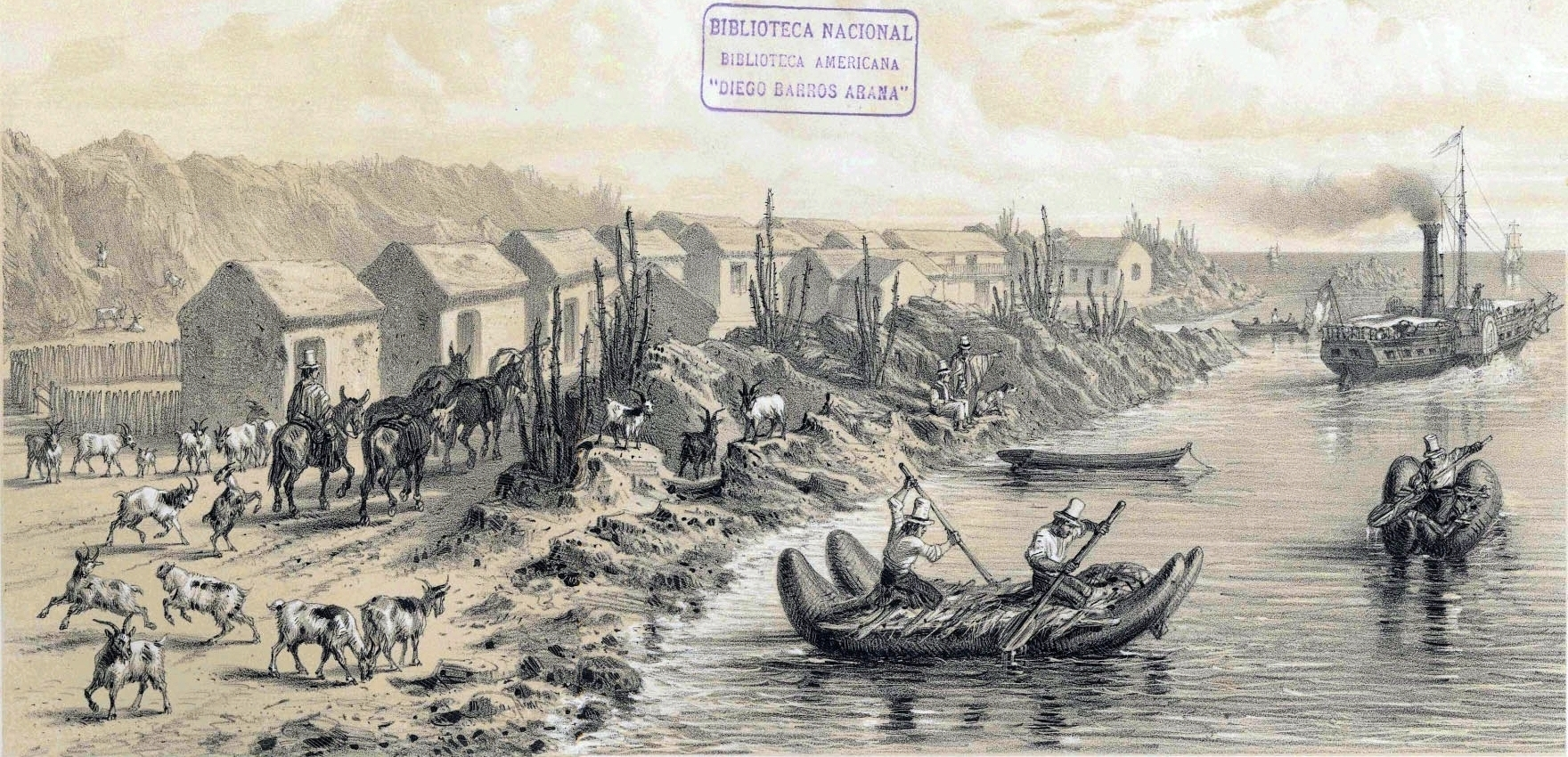
Dos rais al port de Huasco
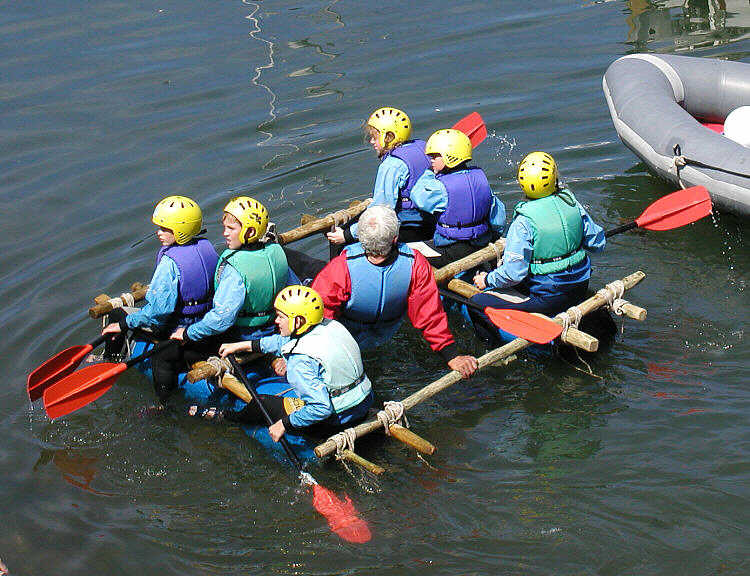
Rai construït per joves alumnes

### Models especials

#### Kattumaram
Kattumaram és una paraula tàmil que significa “fusta lligada” (de kattu=unir i maram=fusta). Els kattumarams són rais formats per tres, cinc i fins a set troncs lligats entre si. La forma general resulta de la llargària desigual dels troncs i del seu afaiçonament amb curvatura.

#### "Caballito de totora"
Un "caballito de totora" es un rai construït amb tiges i fulles de la planta totora (Scirpus californicus). Per a pescar a mar i llacs del Perú i llacs de Bolívia.

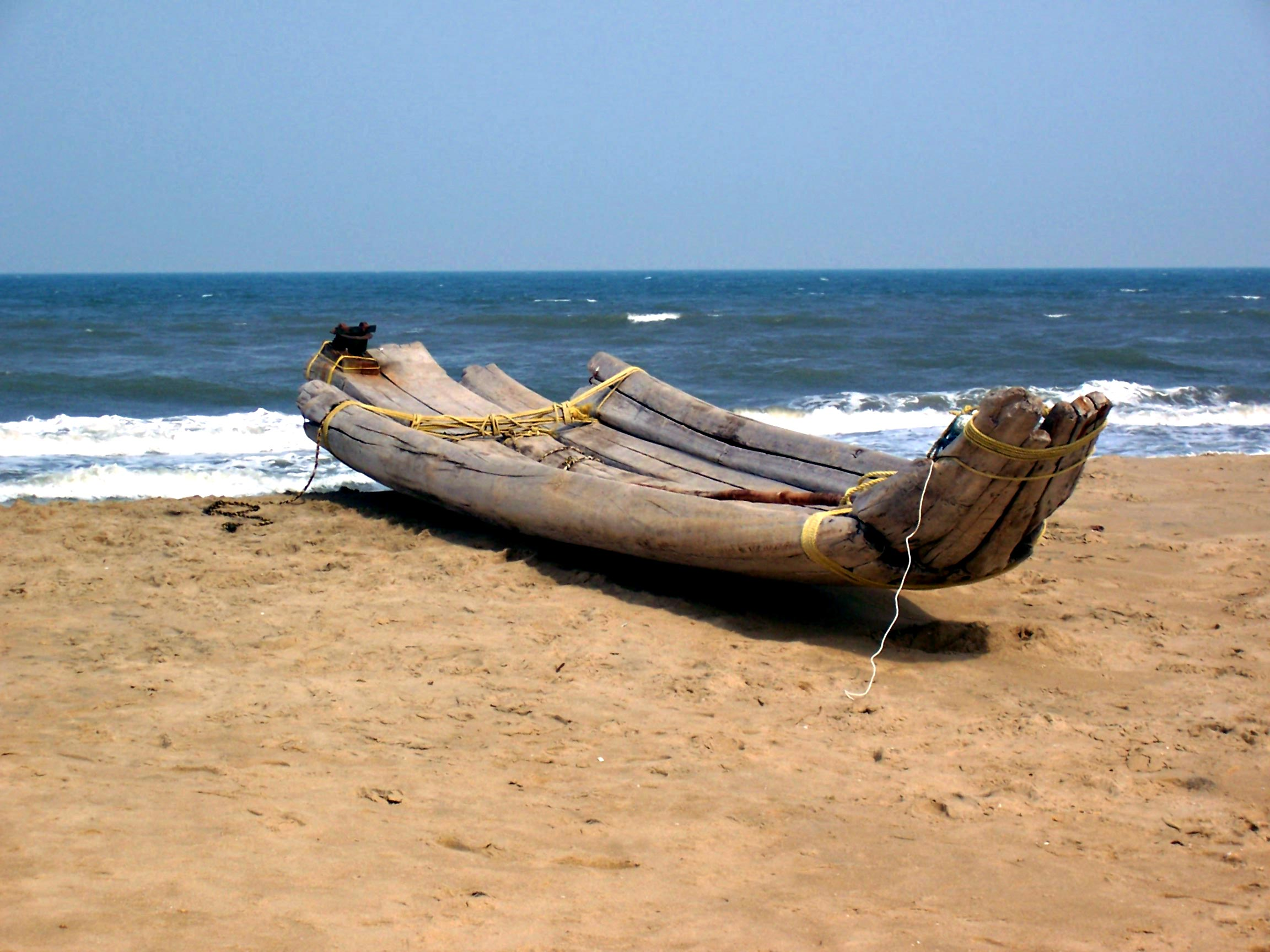
Kattumaram a la platja de Chennai (antigament Madràs)
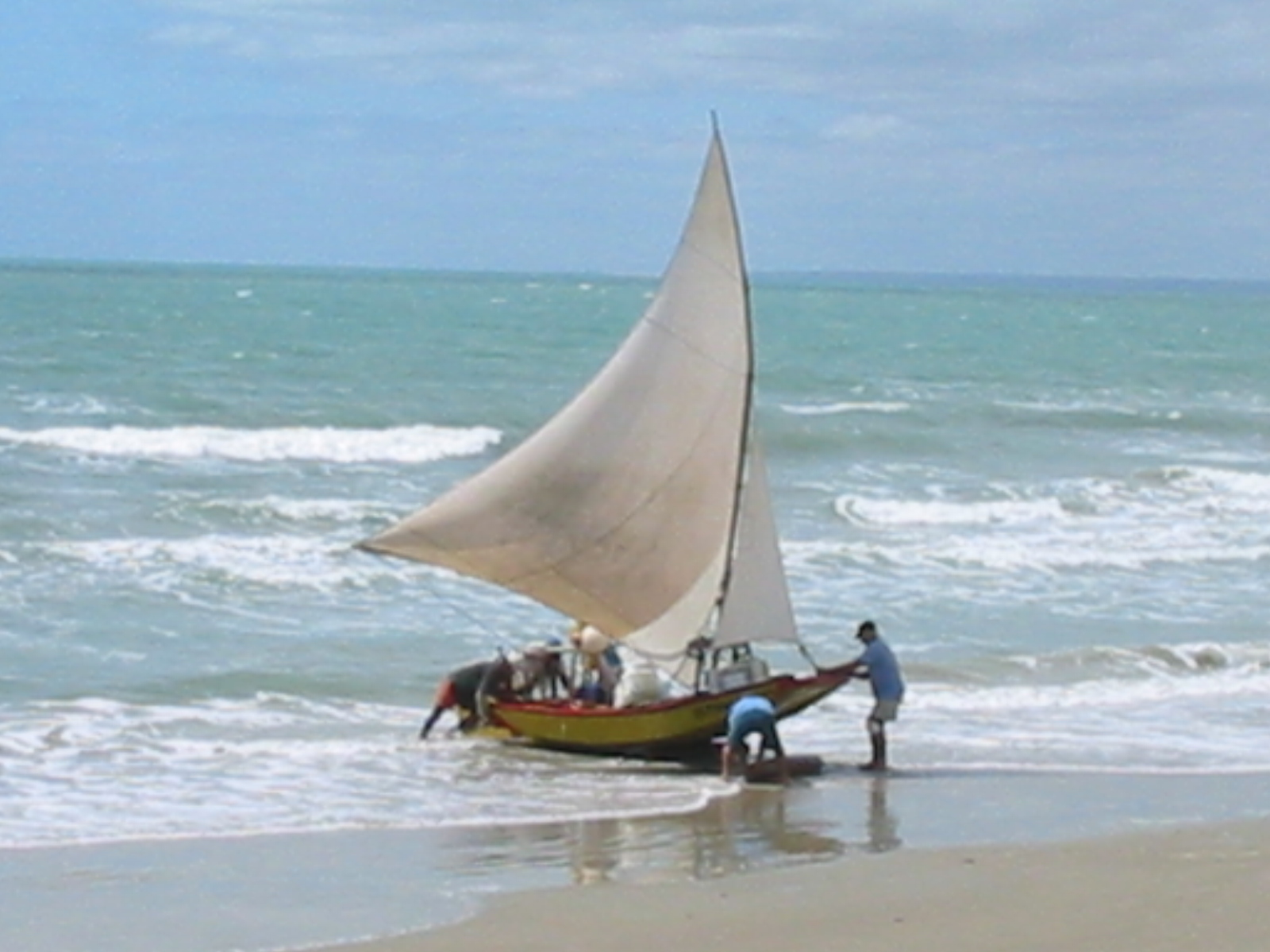
Jangada en aigües de la ciutat de Mossoró
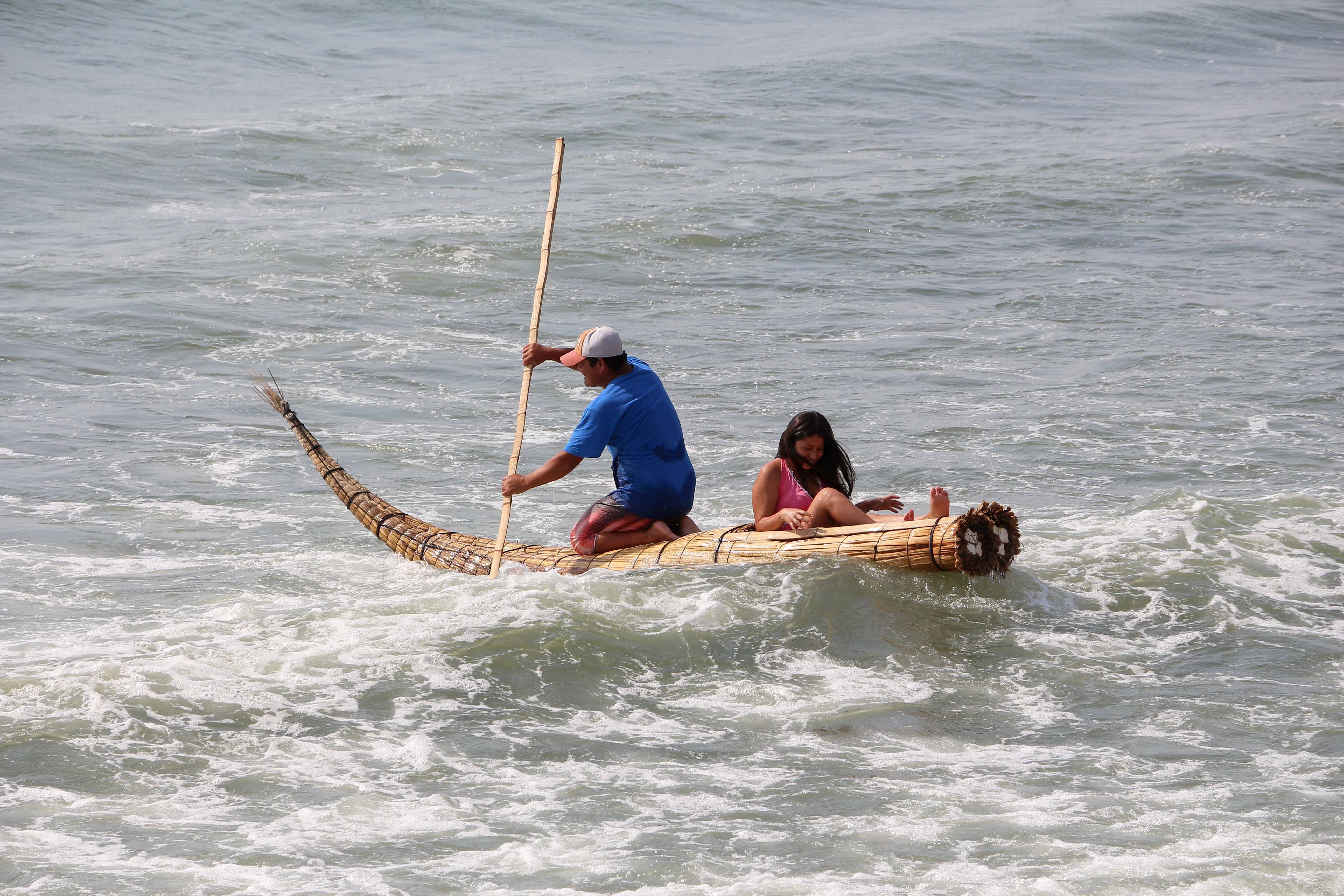
Rai de totora a Huanchaco, Peru

## Forma i desplaçament
Molts dels rais tradicionals tenen formes submergides (obra viva) poc adequades per a desplaçar-se amb velocitat. La seva navegació és acceptable per a moure’s a favor dels corrents. Alguns models disposen de formes relativament hidrodinàmiques que permeten la navegació en qualsevol direcció en aigües tranquil·les i contra corrents moderats.

## Propulsió i govern
Els rais destinats a navegar a la deriva (a favor dels corrents) i, amb més motiu, els rais adequats per a navegar activament disposen de rems, pagaies, perxes o similars. Alguns porten arbres i veles. En tots els casos es pot navegar a la sirga, remolcant des de terra.
Els timons dels rais poden actuar de forma convencional si hi ha una velocitat relativa de l‘embarcació envers l’aigua. En els rais de deriva cal remar amb els timons de forma activa. Les perxes i gafes permeten separar-se d’obstacles eventuals.
En els rais transbordadors, destinats a passar rius enganxats a cables auxiliars, la propulsió pot fer-se a força de braços (recolzant-se en els cables; directament o amb una gafa-palanca) o aprofitant una orsa orientada a quaranta-cinc graus del corrent del riu. També poden emprar-se motors i hèlices.

## Usos

### Rais fluvials a la deriva
Destinats a navegar riu avall.

### Rais lacustres o d’aigües tranquil·les
Generalment adequats per a navegar en qualsevol direcció i disposant de propulsió activa.

### Rais per travessar rius
Aquí cal distingir entre els rais lliures i rais enganxats a cables.

### Rais de càrrega i descàrrega
Usats tradicionalment (i encara actualment) per a transportar mercaderies i passatges entre un vaixell i terra ferma.

### Rais de pesca
Entre els molts tipus possibles cal destacar els rais petits capaços de navegar per mar o rius amb corrents notables.

### Rais de salvament
De construcció improvisada en cas d’emergència o de construcció industrial per a millorar la seguretat en cas de naufragi.

## Documents
La referència catalana més antiga del terme rai (sota la grafia “raig”) correspon al Llibre del Consolat de Mar. El significat del mot podria interpretar-se com a “restes flotants (sobre el mar)” casuals i no pas de construcció deliberada.
Com a artefacte de construcció humana destinat a la navegació per mar, el rai ja figura a l'Odissea. En la traducció de  Carles Riba els termes emprats són ”raig” i “armadia”. La traducció de Joan Francesc Mira  usa “rai”. Aparentment, la documentació catalana més antiga del terme armadia figura en  Pinya de rosa, llibre de Joaquim Ruyra publicat el 1920.
L’obra Anàbasi de Xenofont esmenta rais per a travessar rius en diverses ocasions. Particularment explica la construcció de rais fets amb pells cosides plens de palla o farratge lleuger.
Segons Flavi Arrià, Alexandre el Gran va atacar els escites, que el provocaven des de l'altra banda, travessant el riu Don (aleshores anomenat Tanais) en rais de pells amb l'exèrcit macedoni.
Polibi, vers el 146 aC, tractava dels usos militars dels rais.
Titus Livi, cap a l’any 9 dC, parlava de ponts sobre rius fets de rais lligats i del passatge dels elefants d'Hanníbal Barca sobre rais.
Rais famosos en la literatura són els de Robinson Crusoe, de Daniel Defoe, improvisats per a transportar tota mena d’objectes i materials des d’un vaixell embarrancat fins a la costa d’una illa.
En dues obres de Mark Twain, Les aventures de Tom Sawyer i Les aventures de Huckleberry Finn, hi figuren els rais del riu Missisipi. Embarcacions econòmiques i rudimentàries de transport i desplaçament.
L’obra La jangada. Huit cents lieues sur l'Amazone de Jules Verne es basa en un gran rai destinat a baixar per aquell riu cabalós.
L'expressió barca solera  sembla moderna. Recollida per Pompeu Fabra en el diccionari de 1931 no és la més adequada per a designar el significat general de rai tot i les seves definicions oficials. Ha estat usada en alguna obra posterior.

### El rai de la Medusa

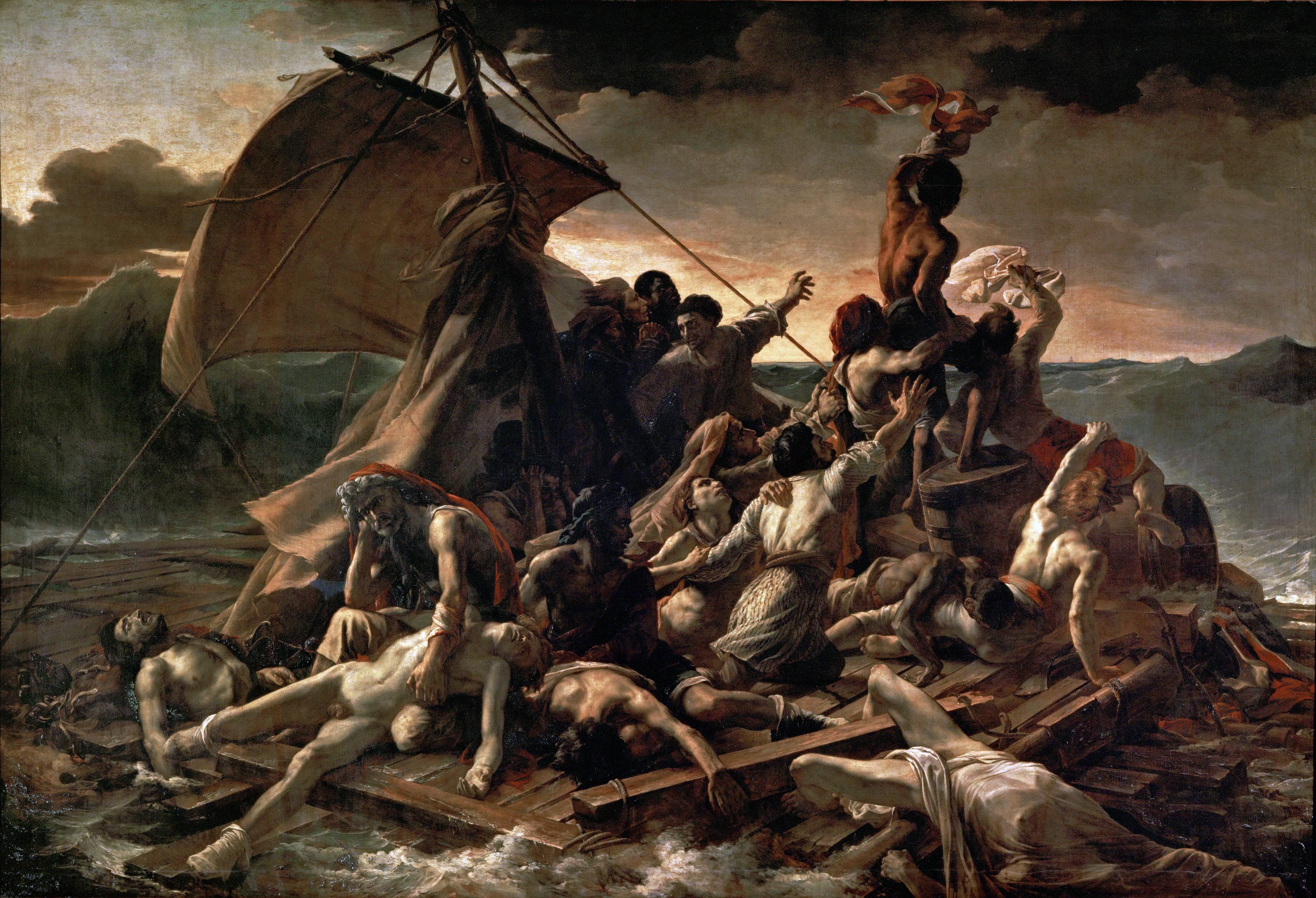
Rai de la Méduse de Théodore Géricault.

Un rai real, tràgicament famós, fou el construït arrel del naufragi de la fragata La Medusa.

### El rai deltractat de Tilsit
El primer dels acords fou signat el 7 de juliol de 1807 poc després de la batalla de Friedland entre el Tsar Alexandre I de Rússia i Napoleó.

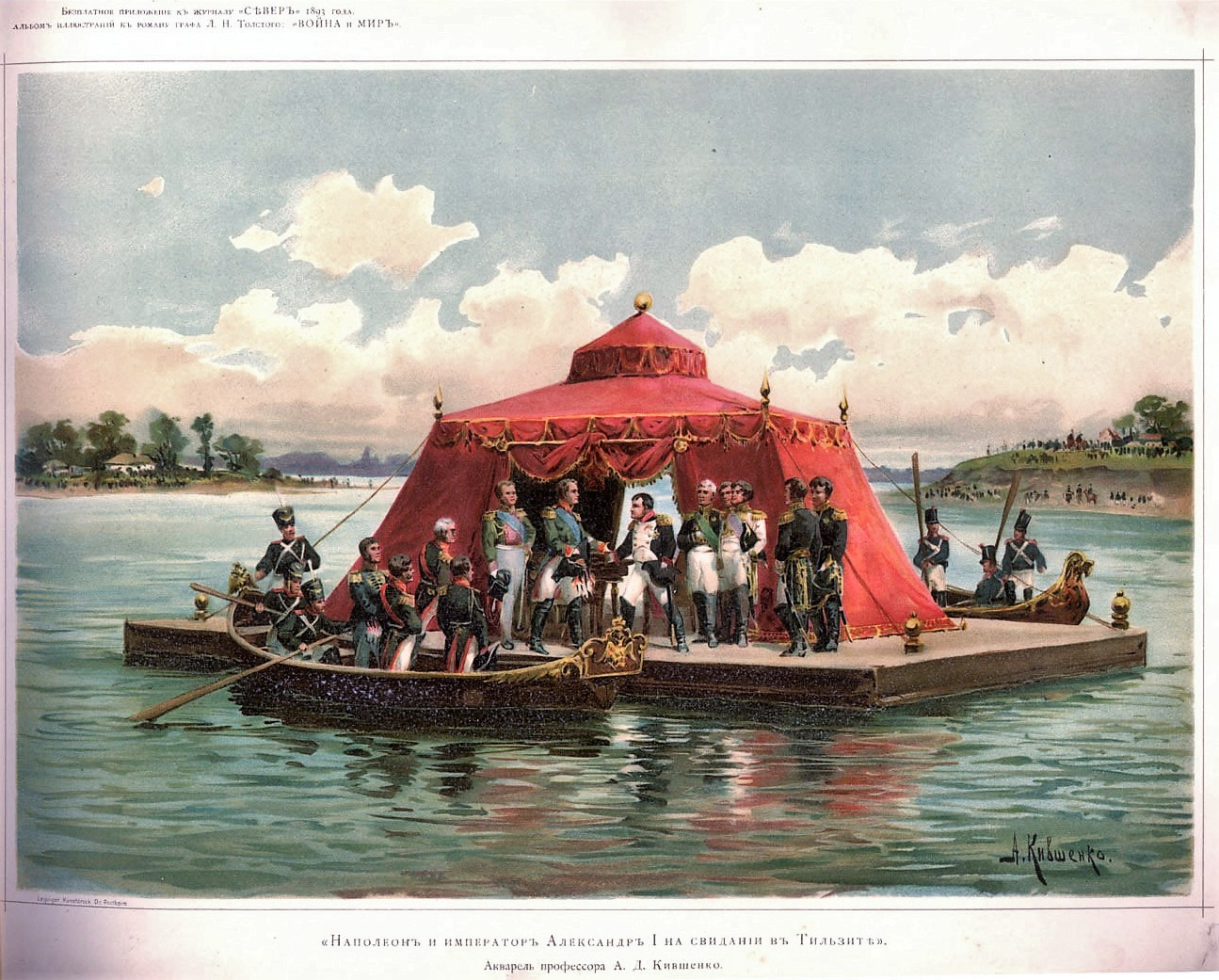
Rai ancorat al mig del riu Nemunas emprat en el primer tractat de Tilsit

### El rai salvavides de Maria Beasley

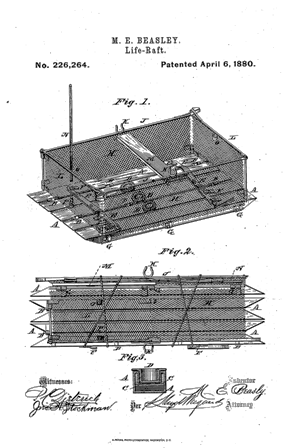
Patent del rai de salvament de Maria Beasley (1880)

### Kon-Tiki
El rai Kon-Tiki constava de nou troncs longitudinals de balsa (de 14 metres de llarg i 60 centímetres de diàmetre) lligats amb cordes de cànem de 30 mm de mena (diàmetre). Cada 91 cm hi havia troncs travessers de balsa de 30 cm de diàmetre. La proa estava reforçada amb planxes de pi i hi havia una mena d’orses de 60 cm d’ample situades entre els troncs longitudinals.

## Rafting
L'esport del rafting (baixada d’aigües braves en bots pneumàtics) pren el nom del terme anglès derivat de “raft” (rai).

## Cinema i televisió
Hi ha un cert nombre de films en els quals el paper dels rais és fonamental o, si més no, notable. Alguns dels quals es citen a continuació.
- 1954. Riu sense retorn[48]
- Viatge al centre de la Terra (pel·lícula de 1959)[49]
  - En una traducció catalana de la novel·la es parla de rai.[50]
- 1962. La conquesta de l'Oest[51]
- 1972. Aguirre, la còlera de Déu[52]
- 1976. Curro Jiménez.[53][54]